# Ebbenhouten Schoen 2014
De verkiezing van de Ebbenhouten Schoen 2014 werd gehouden op 5 mei 2014. De winnaar van deze Belgische voetbaltrofee werd Michy Batshuayi, speler van Standard Luik. Batshuayi, afkomstig uit Congo-Kinshasa, was toen hij deze prijs won 20 jaar. De uitreiking vond plaats in het Viage Casino in Brussel.

## Uitslag
| Nr.        | Land                                      | Naam               | Club(s)       |
| Finalisten | Finalisten                                | Finalisten         | Finalisten    |
| ---------- | ----------------------------------------- | ------------------ | ------------- |
| 1.         | Vlag van Congo-Kinshasa · Vlag van België | Michy Batshuayi    | Standard Luik |
| 2.         | Vlag van Tunesië                          | Hamdi Harbaoui     | KSC Lokeren   |
| 3.         | Vlag van Congo-Kinshasa · Vlag van België | Paul-José Mpoku    | Standard Luik |
| 4.         | Vlag van Ghana · Vlag van België          | Vadis Odjidja-Ofoe | Club Brugge   |
| 5.         | Vlag van Nigeria                          | Imoh Ezekiel       | Standard Luik |

1992 · 1993 · 1994 · 1995 · 1996 · 1997 · 1998 · 1999 · 2000 · 2001 · 2002 · 2003 · 2004 · 2005 · 2006 · 2007 · 2008 · 2009 · 2010 · 2011 · 2012 · 2013 · 2014 · 2015 · 2016 · 2017 · 2018 · 2019 · 2020 · 2021 · 2022 · 2023 · 2024